# Douglassia bealiana
Douglassia bealiana é uma espécie de gastrópode do gênero Douglassia, pertencente a família Drilliidae.
Esta espécie foi renomeada para Drillia bealiana por E. C. Rios in 1994.